# Fran Carbià
Francisco Carbià Barrera, detto Fran (Tarragona, 31 marzo 1992), è un calciatore spagnolo, attaccante del Linense.

## Carriera
Ha giocato nella seconda divisione spagnola e nella massima serie georgiana.